# Liste von Terroranschlägen im Jahr 1992
Die Liste von Terroranschlägen im Jahr 1992 enthält eine unvollständige Auswahl von Terroranschlägen, die im Jahr 1992 passierten. Attentate werden gesondert in der Liste bekannter Attentate behandelt. Die Liste von Sprengstoffanschlägen listet auch nichtterroristische Anschläge. Die Liste von Flugzeugentführungen enthält eine Liste mit meist terroristischem Hintergrund. Im Artikel Rechtsterrorismus werden weitere terroristische Anschläge aufgezählt.

## Erläuterung
In der Spalte Politische Ausrichtung ist die politische bzw. weltanschauliche Einordnung der Täter angegeben: faschistisch, rassistisch, nationalistisch, nationalsozialistisch, sozialistisch, kommunistisch, antiimperialistisch, islamistisch (schiitisch, sunnitisch, deobandisch, salafistisch, wahhabitisch), hinduistisch. Bei vorrangig auf staatliche Unabhängigkeit oder Autonomie zielender Ausrichtung ist autonomistisch vorangestellt, gefolgt von der Region oder der Volksgruppe und ggf. weiteren Merkmalen der Täter: armenisch, irisch (katholisch), kurdisch, tirolisch, tschetschenisch, dagestanisch, punjabisch (sikhistisch), palästinensisch.
Die Opferzahlen der Anschläge werden farbig dargestellt:

## Januar
| Datum/Beginn    | Betroffenes Land       | Anschlag                 | Täter                           | Politische Ausrichtung                            | Mittel                              | Ziel                               | Tote | Verletzte | Hintergrund                  |
| --------------- | ---------------------- | ------------------------ | ------------------------------- | ------------------------------------------------- | ----------------------------------- | ---------------------------------- | ---- | --------- | ---------------------------- |
| Januar 1992     | Zaire                  | Anschlag in Katanga      | Étienne-Tshisekedi-Unterstützer |                                                   | Pistole                             | Gruppe von Regierungsunterstützern | 8    | 50        |                              |
| 04. Januar 1992 | Vereinigtes Königreich | Anschlag in Belfast      | vermutlich IRA                  | autonomistisch, irisch-republikanisch, katholisch | Autobombe                           | Geschäft                           | 0    | 12        | Nordirlandkonflikt           |
| 05. Januar 1992 | Nigeria                | Anschlag in Katsina      | Muslimische Extremisten         |                                                   | Steine, Eisenstange(n)              | Polizeieinheit                     | 0    | 29        |                              |
| 05. Januar 1992 | Vereinigtes Königreich | Anschlag in Belfast      | IRA                             | autonomistisch, irisch-republikanisch, katholisch | Autobombe                           | Bürohochhaus                       | 0    | 12        | Nordirlandkonflikt           |
| 06. Januar 1992 | Kambodscha             | Anschlag in Kampong Thom | Rote Khmer                      | kommunistisch, nationalistisch                    | Automatische Schusswaffe(n), Mörser | Dörfer                             | 13   | 32        |                              |
| 08. Januar 1992 | Aserbaidschan          | Anschlag in Baku         |                                 |                                                   | Sprengstoff                         | Fähre                              | 12   | 20        |                              |
| 08. Januar 1992 | Indien                 | Anschlag in Punjab       | Sikh-Extremisten                |                                                   | Automatische Schusswaffe(n)         | Wohnanlage                         | 7    | 20        |                              |
| 14. Januar 1992 | Peru                   | Anschlag in Cusco        | Leuchtender Pfad                | marxistisch-leninistisch-maoistisch               | Automatische Schusswaffe(n)         | Polizeistation                     | 20   | 0         | Bewaffneter Konflikt in Peru |
| 14. Januar 1992 | Peru                   | Anschlag in Lima         | Leuchtender Pfad                | marxistisch-leninistisch-maoistisch               | Automatische Schusswaffe(n)         | Dorf                               | 20   | 5         | Bewaffneter Konflikt in Peru |
| 17. Januar 1992 | Indien                 | Anschlag in Punjab       | Sikh-Extremisten                |                                                   | Sprengstoff                         | Markt                              | 8    | 24        |                              |
| 17. Januar 1992 | Vereinigtes Königreich | Anschlag in Cookstown    | IRA                             | autonomistisch, irisch-republikanisch, katholisch | Sprengstoff                         | Arbeiter in Fahrzeug               | 8    | 7         | Nordirlandkonflikt           |
| 17. Januar 1992 | Dschibuti              | Anschlag in Dikhil       | FRUD                            |                                                   | Automatische Schusswaffe(n)         | Militäreinheit                     | 61   | 9         | Dschibutischer Bürgerkrieg   |
| 18. Januar 1992 | Dschibuti              | Anschlag in Tadjoura     | FRUD                            |                                                   | Automatische Schusswaffe(n)         | Militäreinheit                     | 105  | 10        | Dschibutischer Bürgerkrieg   |
| 19. Januar 1992 | Indien                 | Anschlag in Srinagar     | Muslimische Extremisten         |                                                   | Panzerfäuste                        | Polizeistreife                     | 0    | 20        | Aufstand in Kaschmir         |
| 20. Januar 1992 | Bangladesch            | Anschlag in Dhaka        | Muslimische Extremisten         |                                                   | Brandstiftung                       | Bahnhof                            | 0    | 50        |                              |
| 21. Januar 1992 | Peru                   | Anschlag in Ayacucho     | Leuchtender Pfad                | marxistisch-leninistisch-maoistisch               | Automatische Schusswaffe(n)         | Gefängnis                          | 28   | 5         | Bewaffneter Konflikt in Peru |
| 21. Januar 1992 | Sri Lanka              | Anschlag in Trincomalee  | LTTE                            | autonomistisch, tamilisch-sozialistisch           | Automatische Schusswaffe(n)         | Militärpatrouille                  | 20   | 0         | Bürgerkrieg in Sri Lanka     |
| 26. Januar 1992 | Sri Lanka              | Anschlag in Ampara       | LTTE                            | autonomistisch, tamilisch-sozialistisch           | Landmine                            | Bus                                | 13   | 32        | Bürgerkrieg in Sri Lanka     |
| 28. Januar 1992 | Aserbaidschan          | Anschlag in Şuşa         | Guerillas                       |                                                   | Rakete(n)                           | Helikopter                         | 47   | 0         |                              |
| 29. Januar 1992 | Indien                 | Anschlag in Neu-Delhi    | Sikh-Extremisten                |                                                   | Sprengstoff                         | Bus                                | 1    | 26        |                              |
| 30. Januar 1992 | Sri Lanka              | Anschlag in Kattankudy   | LTTE                            | autonomistisch, tamilisch-sozialistisch           | Sprengstoff                         | Dorf                               | 3    | 20        | Bürgerkrieg in Sri Lanka     |
| 31. Januar 1992 | Deutschland            | Anschlag in Lampertheim  | 3 Jugendliche                   | rechtsextremistisch, rassistisch                  | Brandstiftung                       | Flüchtlingsheim                    | 3    | 1         |                              |

## Februar
| Datum/Beginn     | Betroffenes Land       | Anschlag                        | Täter                    | Politische Ausrichtung                            | Mittel                                              | Ziel                      | Tote | Verletzte | Hintergrund                                          |
| ---------------- | ---------------------- | ------------------------------- | ------------------------ | ------------------------------------------------- | --------------------------------------------------- | ------------------------- | ---- | --------- | ---------------------------------------------------- |
| 03. Februar 1992 | Indien                 | Anschlag in Sangrur             | Sikh-Extremisten         |                                                   | Sprengstoff                                         | Bushaltestelle            | 0    | 21        |                                                      |
| 05. Februar 1992 | China                  | Anschlag in Ürümqi              | Muslimische Separatisten | autonomistisch                                    | Sprengstoff                                         | Bus                       | 6    | 20        | Xinjiang-Konflikt                                    |
| 07. Februar 1992 | Peru                   | Anschlag in Lima                | Leuchtender Pfad         | marxistisch-leninistisch-maoistisch               | Sprengstoff                                         | Steuerverwaltungsbehörde  | 1    | 31        | Bewaffneter Konflikt in Peru                         |
| 10. Februar 1992 | Dschibuti              | Anschlag in Yoboki              | FRUD                     |                                                   | Automatische Schusswaffe(n)                         | Dorf                      | 60   | 2         | Dschibutischer Bürgerkrieg                           |
| 10. Februar 1992 | Sri Lanka              | Anschlag in Mullaitivu          | LTTE                     | autonomistisch, tamilisch-sozialistisch           | Automatische Schusswaffe(n)                         | Militärlager              | 41   | 0         | Bürgerkrieg in Sri Lanka                             |
| 13. Februar 1992 | Indien                 | Anschlag in Madhya Pradesh      | MCC                      | marxistisch-leninistisch-maoistisch               | Automatische Schusswaffe(n), Brandstiftung, Sicheln | Dorf                      | 37   | 0         | Naxalitenaufstand                                    |
| 15. Februar 1992 | Indien                 | Anschlag in Ludhiana            | Sikh-Extremisten         |                                                   | Sprengstoff                                         | Wohngebäude               | 1    | 20        |                                                      |
| 15. Februar 1992 | Philippinen            | Anschlag in Marihatag           | NPA                      | marxistisch-leninistisch-maoistisch               | Automatische Schusswaffe(n)                         | Militäreinheit            | 42   | 18        | Kommunistischer Revolutionskampf auf den Philippinen |
| 19. Februar 1992 | Spanien                | Anschlag in Santander           | ETA                      | autonomistisch, baskisch-nationalistisch          | Sprengstoff                                         | Polizeifahrzeug           | 2    | 21        | ETA-Konflikt                                         |
| 19. Februar 1992 | Nigeria                | Anschlag in Akwa Ibom           |                          |                                                   | Automatische Schusswaffe(n), Brandstiftung          | Dorf                      | 80   | 0         | Kommunale Konflikte in Nigeria                       |
| 21. Februar 1992 | Sri Lanka              | Anschlag in Trincomalee         | LTTE                     | autonomistisch, tamilisch-sozialistisch           | Automatische Schusswaffe(n), Landmine               | Militärpatrouille         | 21   | 0         | Bürgerkrieg in Sri Lanka                             |
| 24. Februar 1992 | Jugoslawien            | Anschlag in Odžak               |                          |                                                   | Sprengstoff                                         | Kroatisches Kulturzentrum | 0    | 12        | Jugoslawienkriege                                    |
| 24. Februar 1992 | Deutschland            | Anschlag in Blankenfelde-Mahlow | Neonazis                 | neonazistisch                                     |                                                     | Asylbewerberheim          | 0    | 1         |                                                      |
| 28. Februar 1992 | Vereinigtes Königreich | Anschlag in London              | IRA                      | autonomistisch, irisch-republikanisch, katholisch | Sprengstoff                                         | Bahnhof London Bridge     | 0    | 21        | Nordirlandkonflikt                                   |
| 29. Februar 1992 | Afghanistan            | Anschlag in Kabul               | Guerillas                |                                                   | Rakete(n)                                           | Wechselstube              | 11   | 70        | Krieg in Afghanistan                                 |

## März
| Datum/Beginn  | Betroffenes Land | Anschlag                    | Täter                            | Politische Ausrichtung                                                                       | Mittel                                   | Ziel                  | Tote    | Verletzte | Hintergrund                                          |
| ------------- | ---------------- | --------------------------- | -------------------------------- | -------------------------------------------------------------------------------------------- | ---------------------------------------- | --------------------- | ------- | --------- | ---------------------------------------------------- |
| 05. März 1992 | Aserbaidschan    | Anschlag in Şuşa            | Guerillas                        |                                                                                              | Automatische Schusswaffe(n)              | Dorf                  | 20      | 0         |                                                      |
| 05. März 1992 | Aserbaidschan    | Anschlag in Schirak         | Guerillas                        |                                                                                              | Automatische Schusswaffe(n)              | Dorf                  | 27      | 0         |                                                      |
| 06. März 1992 | Algerien         | Anschlag in Boumerdes       | Muslimische Extremisten          |                                                                                              | Pistole(n)                               | Polizeieinheit        | 0       | 20        | Algerischer Bürgerkrieg                              |
| 10. März 1992 | Kenia            | Anschlag nahe Kericho       |                                  |                                                                                              | Speere                                   | Dorf                  | 0       | 32        |                                                      |
| 10. März 1992 | Ruanda           | Anschlag in der Kigali      | Hutu-Extremisten                 |                                                                                              | Automatische Schusswaffe(n)              | Tutsis                | 35      | 0         |                                                      |
| 10. März 1992 | Jugoslawien      | Anschlag in Mostar          |                                  |                                                                                              | Automatische Schusswaffe                 | Güterzug              | 0       | 1         | Jugoslawienkriege                                    |
| 12. März 1992 | Jugoslawien      | Anschlag in Kalesija        |                                  |                                                                                              | Automatische Schusswaffe                 | Polizeistreife        | 2       | 0         | Jugoslawienkriege                                    |
| 12. März 1992 | Jugoslawien      | Anschlag in Mostar          |                                  |                                                                                              | Automatische Schusswaffe(n)              | Militäreinheit        | 0       | 1         | Jugoslawienkriege                                    |
| 12. März 1992 | Ruanda           | Anschlag in der Westprovinz | RPF                              | nationalistisch                                                                              | Automatische Schusswaffe(n)              | Militärposten         | 38      | 0         |                                                      |
| 13. März 1992 | Nigeria          | Anschlag in Jalingo         | Muslimische Extremisten          |                                                                                              | Automatische Schusswaffe(n), Sprengstoff | Christen              | 20      | 0         | Kommunale Konflikte in Nigeria                       |
| 15. März 1992 | Philippinen      | Anschlag in Cotabato City   | NPA                              | marxistisch-leninistisch-maoistisch                                                          | Landmine                                 | Polizeifahrzeug       | 1       | 24        | Kommunistischer Revolutionskampf auf den Philippinen |
| 16. März 1992 | Mosambik         | Anschlag nahe Maputo        | Resistência Nacional Moçambicana | nationalistisch, konservativ                                                                 | Automatische Schusswaffe(n)              | Dörfer                | 34      | 0         | Mosambikanischer Bürgerkrieg                         |
| 17. März 1992 | Argentinien      | Anschlag in Buenos Aires    | Hisbollah                        | islamisch-nationalistisch, antizionistisch, antiimperialistisch, antiwestlich, antisemitisch | Selbstmordattentäter mit Autobombe       | Israelische Botschaft | 29 (+1) | 220       | Israelisch-Palästinensischer Konflikt                |
| 18. März 1992 | Philippinen      | Anschlag in Kidapawan       |                                  |                                                                                              | Granate                                  | Theater               | 0       | 21        |                                                      |
| 19. März 1992 | Ruanda           | Anschlag in Kigali          | vermutlich RPF                   | nationalistisch                                                                              | Autobombe                                | Busbahnhof            | 5       | 36        |                                                      |
| 21. März 1992 | Indien           | Anschlag in Ahmedgarh       | Sikh-Extremisten                 |                                                                                              | Automatische Schusswaffe(n)              | Markt                 | 13      | 20        |                                                      |
| 21. März 1992 | Österreich       | Anschlag in Wien            |                                  |                                                                                              | Granate                                  | Busparkplatz          | 0       | 1         |                                                      |
| 21. März 1992 | Norwegen         | Anschlag in Oslo            | PKK                              | autonomistisch, kurdisch-sozialistisch                                                       | Äxte, Hammer, Brandstiftung              | Türkische Botschaft   | 0       | 1         |                                                      |
| 31. März 1992 | Jugoslawien      | Anschlag in Bijeljina       | Serbische Guerillas              |                                                                                              | Granate                                  | Café                  | 0       | 6         | Jugoslawienkriege                                    |

## April
| Datum/Beginn   | Betroffenes Land        | Anschlag                        | Täter                     | Politische Ausrichtung                                               | Mittel                                     | Ziel                   | Tote | Verletzte | Hintergrund                                          |
| -------------- | ----------------------- | ------------------------------- | ------------------------- | -------------------------------------------------------------------- | ------------------------------------------ | ---------------------- | ---- | --------- | ---------------------------------------------------- |
| 01. April 1992 | Südafrika               | Anschlag in Gauteng             | Inkatha Freedom Party     | föderalistisch, konservativ, zulu-nationalistisch, antikommunistisch | Automatische Schusswaffe(n)                | ANC-Unterstützer       | 11   | 90        |                                                      |
| 03. April 1992 | Mosambik                | Anschlag in Sofala              | FRELIMO                   |                                                                      | Automatische Schusswaffe(n)                | Militärstützpunkt      | 35   | 27        | Mosambikanischer Bürgerkrieg                         |
| 03. April 1992 | Südafrika               | Anschlag in Katlehong           |                           |                                                                      | Automatische Schusswaffe(n), Brandstiftung | Siedlung               | 20   | 0         |                                                      |
| 04. April 1992 | Äthiopien               | Anschlag nahe Jijiga            | IHAPA                     | kommunistisch, marxistisch-leninistisch                              | Automatische Schusswaffe(n)                | Friedensmarsch         | 200  | 300       | Oromo-Konflikt                                       |
| 05. April 1992 | Myanmar                 | Anschlag im Rakhaing-Staat      |                           |                                                                      | Granate                                    | Moschee                | 30   | 0         | Bewaffnete Konflikte in Myanmar                      |
| 06. April 1992 | Jugoslawien             | Anschlag in Sarajevo            | Serbische Guerillas       |                                                                      | Gewehr                                     | Friedensmarsch         | 0    | 15        | Jugoslawienkriege                                    |
| 06. April 1992 | Nepal                   | Anschlag in Kathmandu           | Linksextremisten          | linksextremistisch                                                   |                                            | Polizeieinheiten       | 6    | 37        |                                                      |
| 08. April 1992 | Peru                    | Anschlag in Lima                | Leuchtender Pfad          | marxistisch-leninistisch-maoistisch                                  | Autobombe                                  | Polizeistation         | 3    | 22        | Bewaffneter Konflikt in Peru                         |
| 08. April 1992 | Burundi                 | Anschlag in Cibitoke            | FNL                       |                                                                      | Automatische Schusswaffe(n)                | Militäreinheit         | 61   | 19        | Völkermorde in Burundi                               |
| 10. April 1992 | Sri Lanka               | Anschlag in Colombo             | LTTE                      | autonomistisch, tamilisch-sozialistisch                              | Sprengstoff                                | Bus                    | 25   | 40        | Bürgerkrieg in Sri Lanka                             |
| 10. April 1992 | Sri Lanka               | Anschlag in Colombo             | LTTE                      | autonomistisch, tamilisch-sozialistisch                              | Autobombe                                  |                        | 10   | 35        | Bürgerkrieg in Sri Lanka                             |
| 10. April 1992 | Sri Lanka               | Anschlag in Ampara              | LTTE                      | autonomistisch, tamilisch-sozialistisch                              | Sprengstoff                                | Bus                    | 45   | 40        | Bürgerkrieg in Sri Lanka                             |
| 10. April 1992 | Vereinigtes Königreich  | Anschlag in London              | PIRA                      | autonomistisch, irisch-katholisch                                    | Autobombe                                  | Bürogebäude            | 3    | 91        | Nordirlandkonflikt                                   |
| 10. April 1992 | Bangladesch             | Anschlag in Dhaka               | Shanti Bahini             | autonomistisch                                                       | Automatische Schusswaffe(n)                | Militäreinheit         | 11   | 50        |                                                      |
| 11. April 1992 | Philippinen             | Anschlag in Sagada              | NPA                       | marxistisch-leninistisch-maoistisch                                  | Automatische Schusswaffe(n)                | Militärpatrouille      | 40   | 0         | Kommunistischer Revolutionskampf auf den Philippinen |
| 12. April 1992 | Kenia                   | Anschlag nahe Bungoma           |                           |                                                                      | Automatische Schusswaffe(n), Brandstiftung | Dorf                   | 40   | 0         |                                                      |
| 13. April 1992 | Peru                    | Anschlag in Callao              | MRTA                      | marxistisch-leninistisch, links-nationalistisch, antiimperialistisch | Sprengstoff                                | Polizeistation         | 4    | 40        | Bewaffneter Konflikt in Peru                         |
| 13. April 1992 | Republik Moldau         | Anschlag in Varnița             | Russische Separatisten    | autonomistisch                                                       | Raketen                                    | Polizei                | 1    | 4         |                                                      |
| 16. April 1992 | Türkei                  | Anschlag in Savur               | PKK                       | autonomistisch, kurdisch-sozialistisch                               | Automatische Schusswaffe(n)                | Polizeieinheit         | 30   | 0         | Konflikt zwischen der Republik Türkei und der PKK    |
| 18. April 1992 | Republik Moldau         | Anschlag nahe Bender            | Transnistrische Guerillas |                                                                      | Automatische Schusswaffe(n)                | Polizeieinheit         | 5    | 0         |                                                      |
| 19. April 1992 | Philippinen             | Anschlag in Iligan City         | Muslimische Extremisten   |                                                                      | Granaten                                   | Katholische Prozession | 7    | 80        | Moro-Konflikt                                        |
| 20. April 1992 | Deutschland             | Anschlag in Berlin              | Neonazis                  | neonazistisch                                                        |                                            | Friedensmarsch         | 0    | 12        |                                                      |
| 25. April 1992 | Ruanda                  | Anschlag in Kigali              |                           |                                                                      | Granate(n)                                 | Bushaltestelle         | 1    | 34        |                                                      |
| 28. April 1992 | Sri Lanka               | Anschlag in Polonnaruwa         | LTTE                      | autonomistisch, tamilisch-sozialistisch                              | Automatische Schusswaffe(n), Messer        | Dörfer                 | 157  | 17        | Bürgerkrieg in Sri Lanka                             |
| 29. April 1992 | Sri Lanka               | Anschlag in der Nordwestprovinz | Muslimische Extremisten   |                                                                      | Automatische Schusswaffe(n)                | Dorf                   | 0    | 42        | Bürgerkrieg in Sri Lanka                             |
| 29. April 1992 | Guatemala               | Anschlag in Guatemala-Stadt     |                           |                                                                      | Sprengstoff                                | Bank                   | 0    | 34        | Guatemaltekischer Bürgerkrieg                        |
| 30. April 1992 | Bosnien und Herzegowina | Anschlag in Brčko               |                           |                                                                      | Sprengstoff                                | Straßenbrücke          | 20   | 8         | Bosnienkrieg                                         |

## Mai
| Datum/Beginn | Betroffenes Land | Anschlag                    | Täter                       | Politische Ausrichtung              | Mittel                                          | Ziel                              | Tote | Verletzte | Hintergrund                    |
| ------------ | ---------------- | --------------------------- | --------------------------- | ----------------------------------- | ----------------------------------------------- | --------------------------------- | ---- | --------- | ------------------------------ |
| 01. Mai 1992 | Ruanda           | Anschlag in der Südprovinz  |                             |                                     | Landmine                                        | Fahrzeug                          | 13   | 23        |                                |
| 06. Mai 1992 | Ruanda           | Anschlag in Kigali          | vermutlich RPF              | nationalistisch                     | Sprengstoff                                     | Hotelrestaurant                   | 0    | 30        |                                |
| 06. Mai 1992 | Peru             | Anschlag in Lima            | Leuchtender Pfad            | marxistisch-leninistisch-maoistisch | Automatische Schusswaffe(n), Sprengstoff, Säure | Gefängnis, Polizisten             | 30   | 36        | Bewaffneter Konflikt in Peru   |
| 06. Mai 1992 | Malawi           | Anschlag in Lilongwe        | Anti-Regierungs-Randalierer |                                     | Brandstiftung                                   | Handelszentrum                    | 30   | 0         |                                |
| 07. Mai 1992 | Pakistan         | Anschlag in Sindh           |                             |                                     | Sprengstoff                                     |                                   | 4    | 20        |                                |
| 08. Mai 1992 | Pakistan         | Anschlag in Karatschi       | Jamaat-e-Islami             | islamistisch, konservativ           | Automatische Schusswaffe(n)                     | Demonstration                     | 4    | 100       |                                |
| 09. Mai 1992 | Philippinen      | Anschlag in General Santos  |                             |                                     | Sprengstoff                                     | Kundgebung                        | 5    | 51        |                                |
| 11. Mai 1992 | Deutschland      | Anschlag in Magdeburg       | Neonazis                    | neonazistisch                       | Baseballschläger, Stahlrohre, Leuchtkugeln      | Lokal                             | 1    | 7         |                                |
| 15. Mai 1992 | Indien           | Anschlag in Srinagar        | Al-Umar Mujahideen          |                                     | Automatische Schusswaffe(n)                     | Polizeieinheit                    | 7    | 26        | Aufstand in Kaschmir           |
| 16. Mai 1992 | Indien           | Anschlag in Neu-Delhi       | Muslimische Extremisten     |                                     | Pistole(n)                                      | Hindu-Nationalistische Kundgebung | 4    | 85        |                                |
| 17. Mai 1992 | Nigeria          | Anschlag in Kaduna          |                             |                                     | Automatische Schusswaffe(n), Messer             |                                   | 13   | 100       | Kommunale Konflikte in Nigeria |
| 20. Mai 1992 | Georgien         | Anschlag in Zchinwali       | Georgische Extremisten      |                                     | Automatische Schusswaffe(n)                     | Flüchtlinge in Bus                | 30   | 0         | Georgisch-Abchasischer Krieg   |
| 23. Mai 1992 | Peru             | Anschlag in Lima            | Leuchtender Pfad            | marxistisch-leninistisch-maoistisch | Sprengstoff                                     |                                   | 1    | 40        | Bewaffneter Konflikt in Peru   |
| 26. Mai 1992 | Peru             | Anschlag in Ica             | Leuchtender Pfad            | marxistisch-leninistisch-maoistisch | Automatische Schusswaffe(n)                     | Militärpatrouille                 | 21   | 2         | Bewaffneter Konflikt in Peru   |
| 29. Mai 1992 | Deutschland      | Anschlag in Mönchengladbach |                             |                                     | Messer                                          | Ausländer-Hostel                  | 0    | 7         |                                |

## Juni
| Datum/Beginn  | Betroffenes Land | Anschlag                  | Täter                                        | Politische Ausrichtung                                               | Mittel                      | Ziel          | Tote | Verletzte | Hintergrund                                       |
| ------------- | ---------------- | ------------------------- | -------------------------------------------- | -------------------------------------------------------------------- | --------------------------- | ------------- | ---- | --------- | ------------------------------------------------- |
| 05. Juni 1992 | Peru             | Anschlag in Lima          | Leuchtender Pfad                             | marxistisch-leninistisch-maoistisch                                  | Autobombe                   | Fernsehsender | 5    | 20        | Bewaffneter Konflikt in Peru                      |
| 09. Juni 1992 | Deutschland      | Anschlag in Nudow         | Neonazis                                     | neonazistisch                                                        | Ketten, Messer              | Campingplatz  | 0    | 2         |                                                   |
| 09. Juni 1992 | Südafrika        | Massaker von Boipatong    | Inkatha Freedom Party                        | föderalistisch, konservativ, zulu-nationalistisch, antikommunistisch | Pistole(n), Axt/Äxte        |               | 34   | 0         |                                                   |
| 18. Juni 1992 | Südafrika        | Massaker von Boipatong    | Inkatha Freedom Party                        | föderalistisch, konservativ, zulu-nationalistisch, antikommunistisch | Automatische Schusswaffe(n) | Demonstration | 39   | 0         |                                                   |
| 22. Juni 1992 | Türkei           | Anschlag in Hakkâri       | PKK                                          | autonomistisch, kurdisch-sozialistisch                               | Automatische Schusswaffe(n) | Militärposten | 26   | 0         | Konflikt zwischen der Republik Türkei und der PKK |
| 25. Juni 1992 | Bangladesch      | Anschlag in Dhaka         | Bangladesh Road Transport Workers Federation |                                                                      | Brandstiftung               | Bus           | 0    | 20        |                                                   |
| 30. Juni 1992 | Pakistan         | Anschlag in Belutschistan |                                              |                                                                      | Automatische Schusswaffe(n) |               | 7    | 25        |                                                   |

## Juli
| Datum/Beginn  | Betroffenes Land                  | Anschlag                   | Täter                                                 | Politische Ausrichtung                              | Mittel                                  | Ziel                  | Tote | Verletzte | Hintergrund                           |
| ------------- | --------------------------------- | -------------------------- | ----------------------------------------------------- | --------------------------------------------------- | --------------------------------------- | --------------------- | ---- | --------- | ------------------------------------- |
| 02. Juli 1992 | Bangladesch                       | Anschlag in Dhaka          | Bangladesh Road Transport Workers Federation          |                                                     | Sprengstoff                             | Bus                   | 0    | 20        |                                       |
| 06. Juli 1992 | Sri Lanka                         | Anschlag in Jaffna         | LTTE                                                  | autonomistisch, tamilisch-sozialistisch             | Automatische Schusswaffe(n), Mörser     | Militäreinheit        | 30   | 9         | Bürgerkrieg in Sri Lanka              |
| 07. Juli 1992 | Palästinensische Autonomiegebiete | Anschlag in Gaza           | Fatah                                                 | palästinensisch-nationalistisch, sozialdemokratisch | Messer, Pistole(n)                      | Hamas-Mitglieder      | 1    | 50        | Israelisch-Palästinensischer Konflikt |
| 07. Juli 1992 | Republik Moldau                   | Anschlag in Bender         |                                                       |                                                     | Rakete(n)                               | Polizeistation        | 2    | 23        |                                       |
| 11. Juli 1992 | Sri Lanka                         | Anschlag nahe Anuradhapura | LTTE                                                  | autonomistisch, tamilisch-sozialistisch             | Automatische Schusswaffe(n)             | Militärlager          | 40   | 0         | Bürgerkrieg in Sri Lanka              |
| 12. Juli 1992 | Pakistan                          | Anschlag in Peschawar      | Sunnitische Extremisten                               |                                                     | Sturmgewehr(e)                          | Beerdigung            | 8    | 20        |                                       |
| 15. Juli 1992 | Deutschland                       | Anschlag in Stuttgart      | Neonazis                                              | neonazistisch                                       |                                         | Gastarbeiter-Herberge | 1    | 1         |                                       |
| 16. Juli 1992 | Peru                              | Anschlag in Lima           | Leuchtender Pfad                                      | marxistisch-leninistisch-maoistisch                 | 2 Autobomben                            | Bankgebäude           | 25   | 155       | Bewaffneter Konflikt in Peru          |
| 18. Juli 1992 | Bangladesch                       | Anschlag in Dhaka          | Committee for the Elimination of Killer Collaborators |                                                     | Pistole(n)                              | Kundgebung            | 1    | 50        |                                       |
| 22. Juli 1992 | Republik Moldau                   | Anschlag in Bender         |                                                       |                                                     | Automatische Schusswaffe(n)             | Dorf                  | 2    | 12        |                                       |
| 26. Juli 1992 | Bangladesch                       | Anschlag in Dhaka          |                                                       | regierungsfeindlich                                 | Sprengstoff, Pistole(n)                 | Aktivisten            | 0    | 100       |                                       |
| 26. Juli 1992 | Kambodscha                        | Anschlag in Siem Reap      |                                                       |                                                     | Landmine                                | Militärfahrzeug       | 1    | 26        |                                       |
| 29. Juli 1992 | Sri Lanka                         | Anschlag in Batticaloa     | LTTE                                                  | autonomistisch, tamilisch-sozialistisch             | Automatische Schusswaffe(n), Granate(n) | Sicherheitspatrouille | 25   | 0         | Bürgerkrieg in Sri Lanka              |

## August
| Datum/Beginn    | Betroffenes Land       | Anschlag                                | Täter                               | Politische Ausrichtung                                                        | Mittel                                                                                       | Ziel | Tote | Verletzte | Hintergrund              |
| --------------- | ---------------------- | --------------------------------------- | ----------------------------------- | ----------------------------------------------------------------------------- | -------------------------------------------------------------------------------------------- | --- | ---- | --------- | ------------------------ |
| August 1992     | Pakistan               | Anschlag in Karatschi                   |                                     |                                                                               | Sprengstoff                                                                                  | Bootsbecken                                                                                                  | 3    | 43        |                          |
| 02. August 1992 | Indien                 | Anschlag in Uttar Pradesh               | Sikh-Extremisten                    |                                                                               | Automatische Schusswaffe(n)                                                                  | Hindus | 29   | 0         |                          |
| 02. August 1992 | Afghanistan            | Anschlag in Kabul                       | Hizb-i Islāmī                       | islamistisch                                                                  | Mörser                                                                                       | Stadt | 14   | 97        | Krieg in Afghanistan     |
| 03. August 1992 | Vereinigtes Königreich | Anschlag in Belfast                     | IRA                                 | autonomistisch, irisch-republikanisch, katholisch                             | Sprengstoff                                                                                  | Einsatzkräfte                                                                                                | 0    | 21        | Nordirlandkonflikt       |
| 13. August 1992 | Thailand               | Anschlag in Hat Yai                     | PULO                                | autonomistisch, islamistisch                                                  | Sprengstoff                                                                                  | Bahnhof | 3    | 70        |                          |
| 15. August 1992 | Philippinen            | Anschlag in Surigao City                |                                     |                                                                               | Granate(n)                                                                                   | Hühnerstall                                                                                                  | 2    | 20        |                          |
| 22. August 1992 | Deutschland            | Ausschreitungen in Rostock-Lichtenhagen | Neonazis                            | neonazistisch                                                                 | Betonplatten, Steine, Flaschen, Molotowcocktails, Leuchtraketen, Signalmunition, Schusswaffe | Zentrale Aufnahmestelle für Asylbewerber, Wohnheim für ehemalige vietnamesische Vertragsarbeiter, Polizisten | 0    | 152       |                          |
| 23. August 1992 | Philippinen            | Anschlag in Zamboanga City              | vermutlich Muslimische Separatisten |                                                                               | Granate(n)                                                                                   | Katholischer Schrein                                                                                         | 4    | 40        | Moro-Konflikt            |
| 23. August 1992 | Pakistan               | Anschlag in Gilgit                      |                                     |                                                                               | Automatische Schusswaffe(n)                                                                  | | 7    | 21        |                          |
| 26. August 1992 | Algerien               | Anschlag nahe Algier                    | FIS                                 | islamisch-fundamentalistisch                                                  | Sprengstoff                                                                                  | Flughafen Algier                                                                                             | 9    | 100       | Algerischer Bürgerkrieg  |
| 30. August 1992 | Sri Lanka              | Anschlag in Trincomalee                 | LTTE                                | autonomistisch, tamilisch-sozialistisch                                       | Sprengstoff                                                                                  | Markt | 8    | 23        | Bürgerkrieg in Sri Lanka |
| 30. August 1992 | Jugoslawien            | Anschlag in Belgrad                     |                                     |                                                                               | Revolver                                                                                     | Norwegische UN-Soldaten                                                                                      | 0    | 6         | Jugoslawienkriege        |
| 30. August 1992 | Deutschland            | Anschlag in Cottbus                     | Neonazis                            | neonazistisch                                                                 | Steine, Brandstiftung                                                                        | Polizisten vor Ausländer-Hostel                                                                              | 0    | 1         |                          |
| 30. August 1992 | Angola                 | Anschlag in Bié                         | UNITA                               | konservativ, angolanisch-nationalistisch, christlich-demokratisch, maoistisch | Automatische Schusswaffe(n)                                                                  | Gouverneurspalast                                                                                            | 30   | 0         | Bürgerkrieg in Angola    |

## September
| Datum/Beginn       | Betroffenes Land       | Anschlag               | Täter                    | Politische Ausrichtung                                                        | Mittel                      | Ziel                                  | Tote | Verletzte | Hintergrund                                       |
| ------------------ | ---------------------- | ---------------------- | ------------------------ | ----------------------------------------------------------------------------- | --------------------------- | ------------------------------------- | ---- | --------- | ------------------------------------------------- |
| 01. September 1992 | Sri Lanka              | Anschlag in Ampara     | LTTE                     | autonomistisch, tamilisch-sozialistisch                                       | Sprengstoff                 | Markt                                 | 17   | 20        | Bürgerkrieg in Sri Lanka                          |
| 03. September 1992 | Türkei                 | Anschlag in Istanbul   | PKK                      | autonomistisch, kurdisch-sozialistisch                                        | Automatische Schusswaffe(n) | Polizeieinheit                        | 21   | 0         | Konflikt zwischen der Republik Türkei und der PKK |
| 06. September 1992 | Peru                   | Anschlag in Lima       | Leuchtender Pfad         | marxistisch-leninistisch-maoistisch                                           | Autobombe                   | Polizeistation                        | 5    | 20        | Bewaffneter Konflikt in Peru                      |
| 07. September 1992 | Deutschland            | Anschläge in Halle     | Neonazis                 | neonazistisch                                                                 | Brandstiftung               | Residenzen, Vietnamesische Zivilisten | 0    | 7         |                                                   |
| 10. September 1992 | Sri Lanka              | Anschlag nahe Kinniya  | LTTE                     | autonomistisch, tamilisch-sozialistisch                                       | Sprengstoff                 | Fähre                                 | 30   | 0         | Bürgerkrieg in Sri Lanka                          |
| 12. September 1992 | Deutschland            | Anschlag in Hemsbach   | Neonazis                 | neonazistisch                                                                 | Brandstiftung               | Ausländer-Hostel                      | 0    | 2         |                                                   |
| 17. September 1992 | Deutschland            | Anschlag in Berlin     |                          |                                                                               | Automatische Schusswaffe    | Parteimitglieder                      | 4    | 1         |                                                   |
| 19. September 1992 | Georgien               | Anschlag in Gagra      | Abchasische Separatisten | autonomistisch-abchasisch                                                     | Sprengstoff                 | Militärbus                            | 29   | 1         | Georgisch-Abchasischer Krieg                      |
| 19. September 1992 | Angola                 | Anschlag in Moxico     | UNITA                    | konservativ, angolanisch-nationalistisch, christlich-demokratisch, maoistisch | Automatische Schusswaffe(n) | Polizisten                            | 8    | 26        | Bürgerkrieg in Angola                             |
| 21. September 1992 | Sri Lanka              | Anschlag in Batticaloa | LTTE                     | autonomistisch, tamilisch-sozialistisch                                       | Automatische Schusswaffe(n) | Militärpatrouille                     | 23   | 0         | Bürgerkrieg in Sri Lanka                          |
| 23. September 1992 | Vereinigtes Königreich | Anschlag in Belfast    | IRA                      | autonomistisch, irisch-republikanisch, katholisch                             | Sprengstoff                 | Polizeiliches Labor                   | 0    | 23        | Nordirlandkonflikt                                |
| 28. September 1992 | Indien                 | Anschlag in Pathankot  | Sikh-Extremisten         |                                                                               | Sprengstoff                 | Bus                                   | 4    | 55        |                                                   |

## Oktober
| Datum/Beginn     | Betroffenes Land       | Anschlag                  | Täter                               | Politische Ausrichtung                            | Mittel                      | Ziel                         | Tote | Verletzte | Hintergrund                                       |
| ---------------- | ---------------------- | ------------------------- | ----------------------------------- | ------------------------------------------------- | --------------------------- | ---------------------------- | ---- | --------- | ------------------------------------------------- |
| 07. Oktober 1992 | Türkei                 | Anschlag in Elazığ        | PKK                                 | autonomistisch, kurdisch-sozialistisch            | Automatische Schusswaffe(n) | Militäreinheit               | 20   | 0         | Konflikt zwischen der Republik Türkei und der PKK |
| 07. Oktober 1992 | Indien                 | Anschlag in Delhi         | vermutlich Muslimische Separatisten |                                                   | Sprengstoff                 | Bus                          | 11   | 61        |                                                   |
| 10. Oktober 1992 | Peru                   | Anschlag in Ancash        | Leuchtender Pfad                    | marxistisch-leninistisch-maoistisch               | Gewehr(e), Sprengstoff      | Dorf                         | 44   | 0         | Bewaffneter Konflikt in Peru                      |
| 13. Oktober 1992 | Türkei                 | Anschlag in Mersin        | PKK                                 | autonomistisch, kurdisch-sozialistisch            | Automatische Schusswaffe(n) | Militäreinheit               | 20   | 0         | Konflikt zwischen der Republik Türkei und der PKK |
| 13. Oktober 1992 | Deutschland            | Anschlag in Dresden       | Neonazis                            | neonazistisch                                     |                             | Polnische Staatsbürger       | 0    | 2         |                                                   |
| 14. Oktober 1992 | Türkei                 | Anschlag in Kahramanmaraş | PKK                                 | autonomistisch, kurdisch-sozialistisch            | Automatische Schusswaffe(n) | Polizeieinheit               | 25   | 3         | Konflikt zwischen der Republik Türkei und der PKK |
| 15. Oktober 1992 | Sri Lanka              | Palliyagodella-Massaker   | LTTE                                | autonomistisch, tamilisch-sozialistisch           | Automatische Schusswaffe(n) | Dorf, Muslimische Zivilisten | 285  |           | Bürgerkrieg in Sri Lanka                          |
| 19. Oktober 1992 | Deutschland            | Anschlag in Koblenz       | Neonazis                            | neonazistisch                                     | Brandstiftung               | Ausländer-Hostel             | 0    | 1         |                                                   |
| 19. Oktober 1992 | Irak                   | Anschlag in Amara         |                                     |                                                   | Brandstiftung               | Munitionsdeponie             | 3    | 27        |                                                   |
| 22. Oktober 1992 | Deutschland            | Anschlag in Lahstedt      | Neonazis                            | neonazistisch                                     | Brandstiftung               | Ausländer-Hostel             | 0    | 2         |                                                   |
| 26. Oktober 1992 | Senegal                | Anschlag in Ziguinchor    |                                     |                                                   | Automatische Schusswaffe(n) | Dorf                         | 30   | 0         |                                                   |
| 30. Oktober 1992 | Vereinigtes Königreich | Anschlag in Glengormley   | IRA                                 | autonomistisch, irisch-republikanisch, katholisch | Sprengstoff                 | Polizeistation               | 0    | 13        | Nordirlandkonflikt                                |
| 31. Oktober 1992 | Indien                 | Anschlag nahe Jammu       | Muslimische Separatisten            |                                                   | Sprengstoff                 | Bus                          | 17   | 30        | Aufstand in Kaschmir                              |

## November
| Datum/Beginn      | Betroffenes Land | Anschlag                   | Täter                             | Politische Ausrichtung                                           | Mittel                                                      | Ziel                           | Tote | Verletzte | Hintergrund                       |
| ----------------- | ---------------- | -------------------------- | --------------------------------- | ---------------------------------------------------------------- | ----------------------------------------------------------- | ------------------------------ | ---- | --------- | --------------------------------- |
| 03. November 1992 | Deutschland      | Anschlag in Siegen         | vermutlich Neonazis               | neonazistisch                                                    | Autobombe                                                   | Britische Staatsbürger         | 0    | 2         |                                   |
| 05. November 1992 | Deutschland      | Anschlag in Wolgast        | Neonazis                          | neonazistisch                                                    | Knüppel                                                     | Südafrikanischer Asylbewerber  | 0    | 1         |                                   |
| 05. November 1992 | Bangladesch      | Anschlag in Chittagong     | Awami-Liga                        | sozialdemokratisch, bengali-nationalistisch                      |                                                             | Versammlung                    | 0    | 50        |                                   |
| 05. November 1992 | Deutschland      | Anschlag in Neubrandenburg | Neonazis                          | neonazistisch                                                    |                                                             | Zivilistin                     | 0    | 1         |                                   |
| 07. November 1992 | Kolumbien        | Anschlag in Putumayo       | FARC-EP                           | marxistisch-leninistisch, links-nationalistisch                  | Rakete(n), Granate(n), Automatische Schusswaffe(n)          |                                | 31   | 0         | Bewaffneter Konflikt in Kolumbien |
| 13. November 1992 | Myanmar          | Anschlag in Mawlamyaing    | Karen National Union              | autonomistisch, karen-nationalistisch                            | Landmine                                                    |                                | 2    | 35        | Bewaffnete Konflikte in Myanmar   |
| 14. November 1992 | Deutschland      | Anschlag in Wuppertal      | Neonazis (Nationalistische Front) | rechtsextremistisch, neonazistisch, antisemitisch                | Körperliche Gewalt, Lynchmord mittels Feuer                 | Karl-Hans Rohn                 | 1    | 0         |                                   |
| 18. November 1992 | Deutschland      | Anschlag in Berlin         | Neonazis                          | neonazistisch                                                    | Messer                                                      | Linke Aktivisten               | 1    | 2         |                                   |
| 21. November 1992 | Tadschikistan    | Anschlag nahe Duschanbe    |                                   |                                                                  | Automatische Schusswaffe(n)                                 | Flüchtlingslager               | 0    | 800       |                                   |
| 21. November 1992 | Indien           | Anschlag in Guwahati       | NDFB                              | autonomistisch, bodo-nationalistisch, marxistisch, sozialistisch | Sprengstoff                                                 | Bus                            | 38   | 20        | Aufstand im Nordosten Indiens     |
| 22. November 1992 | Irak             | Anschlag in Sulaimaniyya   |                                   |                                                                  | Sprengstoff                                                 | Hotel                          | 4    | 28        |                                   |
| 23. November 1992 | Deutschland      | Anschlag in Mölln          | Neonazis                          | neonazistisch                                                    | Molotowcocktails                                            | Türkische Familie, Wohngebäude | 3    | 9         |                                   |
| 25. November 1992 | Südafrika        | Anschlag in Soweto         |                                   |                                                                  | Automatische Schusswaffe(n), Pistole(n), Machete(n), Messer | Pendlerzug                     | 0    | 36        |                                   |
| 30. November 1992 | Indien           | Anschlag nahe Srinagar     |                                   |                                                                  | Automatische Schusswaffe(n)                                 | Militärkonvoi                  | 30   | 0         | Aufstand in Kaschmir              |
| 30. November 1992 | Philippinen      | Anschlag in Davao City     |                                   |                                                                  | Sprengstoff                                                 | Chinesisches Gästehaus         | 1    | 38        |                                   |

## Dezember
| Datum/Beginn      | Betroffenes Land       | Anschlag                      | Täter                    | Politische Ausrichtung                                               | Mittel                             | Ziel                     | Tote | Verletzte | Hintergrund                  |
| ----------------- | ---------------------- | ----------------------------- | ------------------------ | -------------------------------------------------------------------- | ---------------------------------- | ------------------------ | ---- | --------- | ---------------------------- |
| 01. Dezember 1992 | Vereinigtes Königreich | Anschlag in Belfast           | vermutlich IRA           | autonomistisch, irisch-republikanisch, katholisch                    | Autobombe                          | Bürogebäude              | 0    | 27        | Nordirlandkonflikt           |
| 02. Dezember 1992 | Georgien               | Anschlag in Sochumi           | Abchasische Separatisten | autonomistisch-abchasisch                                            | Mörser                             | Markt                    | 8    | 37        | Georgisch-Abchasischer Krieg |
| 03. Dezember 1992 | Vereinigtes Königreich | Anschlag in Manchester        |                          |                                                                      | Sprengstoff                        | Einkaufszentrum          | 0    | 58        | Nordirlandkonflikt           |
| 05. Dezember 1992 | Deutschland            | Anschlag in Sindelfingen      |                          |                                                                      | Brandstiftung                      | Asylbewerberheim         | 0    | 4         |                              |
| 07. Dezember 1992 | Indien                 | Anschlag in Hyderabad         | Muslimische Extremisten  |                                                                      | Messer, Pistole(n)                 | Hinduistische Zivilisten | 0    | 37        |                              |
| 07. Dezember 1992 | Indien                 | Anschlag in Gujarat           | Muslimische Extremisten  |                                                                      | Messer, Pistole(n)                 | Hinduistische Zivilisten | 27   | 100       |                              |
| 07. Dezember 1992 | Türkei                 | Anschlag in Antalya           | Devrimci Sol             | marxistisch                                                          | Automatische Schusswaffe(n)        | Polizeibus               | 3    | 25        |                              |
| 08. Dezember 1992 | Deutschland            | Anschlag in Bamberg           | Neonazis                 | neonazistisch                                                        | Messer                             | Indischer Student        | 0    | 1         |                              |
| 08. Dezember 1992 | Indien                 | Anschlag in Mumbai            | Muslimische Extremisten  |                                                                      | Brandstiftung, Steine, Säurebomben | Hinduistische Zivilisten | 115  | 0         |                              |
| 09. Dezember 1992 | Indien                 | Anschlag in Assam             | Muslimische Extremisten  |                                                                      |                                    | Dorf                     | 61   | 0         |                              |
| 10. Dezember 1992 | Vereinigtes Königreich | Anschlag in London            | IRA                      | autonomistisch, irisch-republikanisch, katholisch                    | Sprengstoff                        | Einkaufszentrum          | 0    | 11        | Nordirlandkonflikt           |
| 10. Dezember 1992 | Bangladesch            | Anschlag in Chittagong        | Muslimische Extremisten  |                                                                      |                                    | Hindus                   | 0    | 50        |                              |
| 11. Dezember 1992 | Peru                   | Anschlag in Lima              | MRTA                     | marxistisch-leninistisch, links-nationalistisch, antiimperialistisch | Sprengstoff                        | Diskothek                | 0    | 30        | Bewaffneter Konflikt in Peru |
| 12. Dezember 1992 | Philippinen            | Anschlag in Zamboanga del Sur |                          |                                                                      | Sturmgewehr(e)                     | Dorf                     | 40   | 10        |                              |
| 23. Dezember 1992 | Deutschland            | Anschlag in Köln              | Neonazis                 | neonazistisch                                                        | Brandstiftung                      | Türkische Familie        | 0    | 2         |                              |
| 24. Dezember 1992 | Sri Lanka              | Anschlag nahe Weli Oya        | LTTE                     | autonomistisch, tamilisch-sozialistisch                              | Automatische Schusswaffe(n)        | Militäreinheit           | 42   | 30        | Bürgerkrieg in Sri Lanka     |
| 26. Dezember 1992 | Peru                   | Anschlag in Lima              | Leuchtender Pfad         | marxistisch-leninistisch-maoistisch                                  | Sprengstoff                        | Japanische Botschaft     | 2    | 40        | Bewaffneter Konflikt in Peru |